# Полосатый пегий канюк
Полосатый пегий канюк (лат. Morphnarchus princeps) — вид хищных птиц семейства ястребиных. Единственный представитель  рода Morphnarchus. Подвидов не выделяют. Распространён в Центральной и Южной Америке от Коста-Рики до Эквадора. Ранее его относили к роду Leucopternis, но на основании молекулярных исследований выделили в отдельный монотипический род.

## Описание
Полосатый пегий канюк достигает длины 51—57 см и массы около 1000 г; размах крыльев 112—124 см. Верхняя часть тела, горло и верхняя часть груди чёрного цвета; перья на макушке, затылке и мантии с голубовато-серой окантовкой. Брюхо и нижние кроющие перья крыльев белые, с тонкими чёрными полосками. Хвост сероватый у основания, с чёрным кончиком и заметной белой субтерминальной полосой. Восковица и ноги жёлтые, основание клюва от жёлтого до оранжевого цвета; радужная оболочка тёмно-синяя. Самки похожи, но в среднем на 4% крупнее самцов. Молодые особи похожи на взрослых, но перья затылка, мантии и верхних кроющих крыльев с тонкой белой окантовкой; радужная оболочка от коричневого до жёлтого цвета.

## Голос
Основной крик — громкий сочный свист «wheeeuuuu», издаваемый через определенные промежутки времени. Иногда издаёт быструю серию из 30—40 свистков, «weeweeweewee...».

## Распространение и места обитания
Полосатый пегий канюк распространён в Коста-Рике и Панаме, а также на западе Колумбии и западе Эквадора по обе стороны Анд; обнаружен также в прибрежных районах Эквадора; сообщалось о встречах данного вида на восточных склонах Анд на северо-западе Перу. Естественными местами обитания являются влажные горные леса, от предгорий до субтропической зоны; редок на прибрежных равнинах Колумбии. Встречается в основном на высоте 500—2500 м над уровнем моря, иногда до 3000 м и ниже до 300 м.

## Биология
Полосатый пегий канюк добывает пищу как в лесу, так и на опушках и прогалинах. Охотится с присады, расположенной в нижних и средних ярусах леса, иногда довольно близко от земли, опускаясь за добычей на землю или в подлесок. В состав рациона входят змеи, ящерицы, лягушки, крупные насекомые, земляные черви (Martiodrilus sp.), иногда млекопитающие и птицы. Является единственной хищной птицей, которая охотится на грязевых червяг (Caecilia orientalis), хотя это наблюдалось только во время сильных дождей, когда эти безногие земноводные появляются на поверхности земли.
Биология размножения практически не исследована. Обнаружено только два гнезда. Первое гнездо было найдено на юго-востоке Панамы 25 февраля 2002 г. Оно находилось под скалистым, поросшим растительностью выступом на узком выступе скальной стены примерно в 30 м над пологом леса и состояло из небольших веток и листьев; в нем находилось единственное белое яйцо без отметин. Второе гнездо, найденное на северо-востоке Эквадора 10 февраля 2004 г., также располагалось на выступе скалы, содержало одно беловатое яйцо. находилось в 5 метрах от водопада и располагалось там, где две вертикальные скалы сходились, образуя угол на высоте 6 м над землей; окружающие выступы были покрыты мхом и травянистыми зарослями; гнездо было сооружено из замшелых веток и выстлано свежими листьями; гнездовая чашечка имела диаметр 17 см и глубину 8 см; внешние размеры 50—70 см в поперечнике и 15 см в высоте. В 2005 году гнездо было вновь заселено, в кладке было также одно яйцо. Продолжительность инкубационного периода не зафиксирована. Птенцы были покрыты белым пухом; оперялись примерно через 80 дней.